# همیشه سینما
فیلم همیشه سینما به کارگردانی و نویسندگی محمد خراط زاده آستیم و تهیه‌کنندگی رسول کاسه ساز محصول سال ۱۳۹۱ می‌باشد  که در تهران جلوی دوربین رفته است.شیما مرزی نقش اصلی داستان یعنی دختر جوانی به نام گندم را برعهده دارد، علی‌رام نورایی نیز نقش کارگردان جوانی را دارد که می‌خواهد اولین فیلم خود را جلوی دوربین ببرد. نیما شاهرخ‌شاهی در این فیلم در نقش خود ظاهر می‌شود.

## خلاصه داستان
سینما مال همه است ... ولی کسی که لیاقتشو داره... از راهش بیاد تو سینما... یه شبه نخواد بشه سوپر استار ... به خدا سینما خونه ماهاست، حرمتشو نگه داریم ... سینما مثل محراب مسجده اگه قدرشو بدونیم، مقدسه...